# 柳沢信著
柳沢 信著（やなぎさわ のぶあき、延享4年11月11日（1747年12月12日） - 天明2年3月10日（1782年4月22日））は、越後三日市藩の3代藩主。2代藩主・柳沢保経の長男。正室は柳沢信昌（柳沢吉里の五男）の娘（柳沢信鴻の養女）。官位は従五位下、式部少輔。幼名は頼母。
宝暦10年（1760年）、父の死により家督を相続した。信著からは柳沢姓を称した。天明2年（1782年）に死去した。子がなかったため、養子の里之に跡を継がせた。

## 系譜
父母
- 柳沢保経（父）

正室
- 柳沢信鴻の養女 - 柳沢信昌の娘

養子
- 柳沢里之 - 柳沢信鴻の五男